# 44 Ніса
44 Ніса або 44 Ніза (44 Nysa) — астероїд головного поясу, відкритий 27 травня 1857 року.